# Soest, Tyskland
För andra betydelser, se Soest.
Soest (uttal: [ˈzoːst]) är en stad i Nordrhein-Westfalen i Tyskland, cirka 45 kilometer öster om Dortmund. Soest har cirka 48 000 invånare varav cirka 30.000 bor i stadskärnan.
Soest är centrum för ett rikt jordbruksdistrikt, och här produceras socker och lantbruksmaskiner. I staden finns många vackra medeltida byggnader. Från 1100-talet härstammar den romanska domkyrkan S:t Patrokli, och här finns även den gotiska Wiesenkirche, som grundades 1314. Många av de medeltida byggnaderna skadades vid bombningar under andra världskriget, men har sedan dess reparerats.

## Historia
Soest är en mycket gammal hansestad, omnämnd första gången år 836, och var en av de rikaste hansestäderna under medeltiden. Staden ägde den äldsta stadsrätten av alla tyska städer, die Soester schraa, latin Jus susatense, som tjänade som mönster för bland andra Hamburg och Lübeck. Efter att ha varit huvudort i det sachsiska landet Engern erövrades staden 1180 av ärkebiskopen av Köln, men ställde sig 1444 under beskydd av hertig Adolf av Kleve och Mark. Detta framkallade en häftig strid, den så kallade Soest-fejden, under vilken staden år 1447 motstod en belägring av 60 000 man och som år 1449 ledde till att staden förenades som län med Kleve. 1649 kom staden att tillfalla Brandenburg.

## Konstnärer från Soest
- Otto Modersohn (1865–1943), en av grundarna till konstnärskolonin i Worpswede
- Wilhelm Morgner (1891–1917), tidigt förknippad med såväl figurativ som abstrakt expressionism